# 18.ª Divisão (Japão)
A 18ª Divisão foi uma divisão de infantaria do Império do Japão que serviu durante a Segunda Guerra Mundial. A divisão foi formada no dia 13 de novembro de 1907 em Kurume, sendo destativada no dia 1 de maio de 1925. Foi reformada no dia 9 de setembro de 1937 em Kurume, sendo desmobilizada no dia 30 de setembro de 1945 com o fim da guerra.

## Comandantes
| Comandante                     | Data                                            |
| ------------------------------ | ----------------------------------------------- |
| Lt. General Katsusaburo Shiba  | 4 de junho de 1915 - 25 de julho de 1919        |
| Lt. General Kimimichi Kozan    | 25 de julho de 1919 - 15 de agosto de 1922      |
| General Hanzo Kanaya           | 15 de agosto de 1922 - 1 de maio de 1925        |
| Lt. General Sadao Ushijima     | 11 de setembro de 1937 - 25 de julho de 1938    |
| Lt. General Seiichi Kuno       | 25 de julho de 1938 - 10 de fevereiro de 1940   |
| Lt. General Seikichi Hyakutake | 10 de fevereiro de 1940 - 10 de abril de 1941   |
| Lt. General Renya Mutaguchi    | 10 de abril de 1941 - 18 de março de 1943       |
| Lt. General Shinichi Tanaka    | 18 de março de 1943 - 22 de setembro de 1944    |
| Lt. General Eitaro Naka        | 22 de setembro de 1944 - 30 de setembro de 1945 |

## Crimes de guerra
Soldados da divisão participaram do massacre de centenas de chineses em Singapura no ano de 1942.

## Subordinação
- 10º Exército - 20 de outubro de 1937
- Exército Expedicionário China Central - 14 de fevereiro de 1938
- 21º Exército - 12 de setembro de 1938
- Exército de Campo China - 9 de fevereiro de 1940
- 23º Exército - 5 de julho de 1941
- 25º Exército - 06 de novembro de 1941
- 15º Exército - março de 1942
- 33º Exército - 08 de abril de 1944

## Ordem da Batalha
abril de 1943
- 18. Grupo de Infantaria (desmobilizada no dia 14 de novembro de 1944)
- 55. Regimento de Infantaria
- 56. Regimento de Infantaria
- 114. Regimento de Infantaria
- 22. Batalha de Cavalaria
- 18. Regimento de Artilharia de Montanha
- 12. Regimento de Engenharia
- 12. Regimento de Transporte
- Unidade de comunicação